# Gerkan, Marg und Partner
Gerkan, Marg und Partner é um escritório de arquitetura alemão em Hamburgo.

## Obras

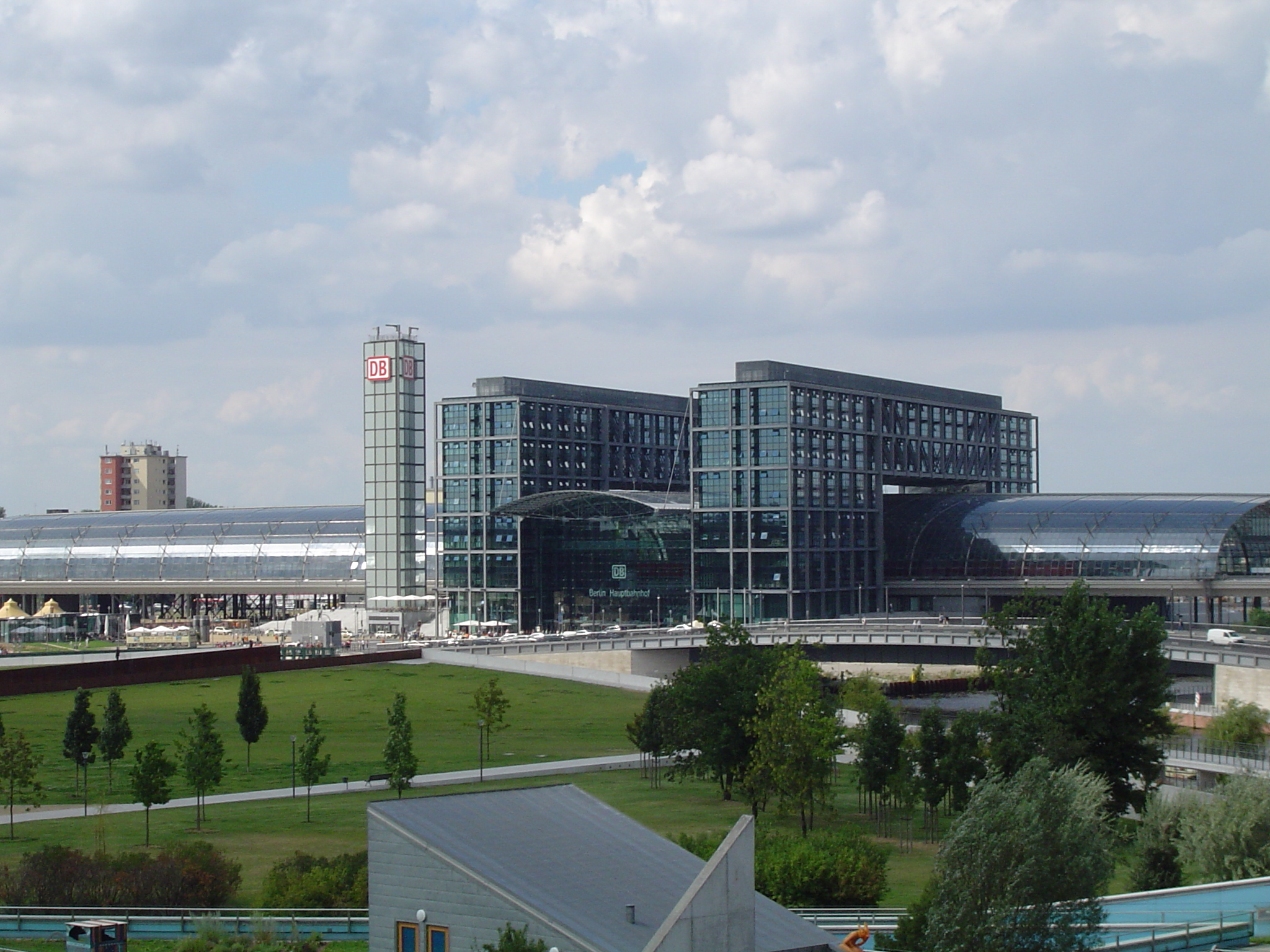
Estação Central de Berlim.

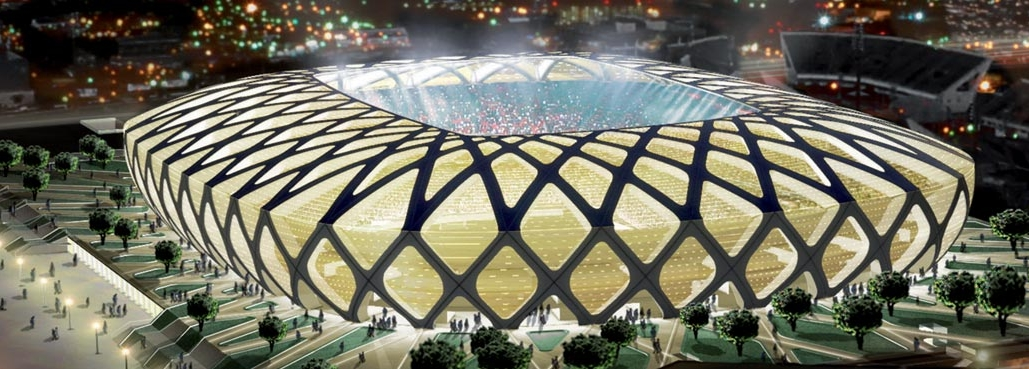
Arena Amazônia.

- Aeroporto de Berlin-Tegel, Alemanha (1965)
- Aeroporto de Stuttgart, Alemanha (2004)
- renovação do Aeroporto de Hamburgo, Alemanha (2005)
- reforma do Estádio Olímpico de Berlim, Alemanha (2005)
- RheinEnergieStadion, Colônia, Alemanha (2005)
- Commerzbank-Arena, Frankfurt am Main, Alemanha (2005)
- Estação Central de Berlim, Alemanha (2006)
- Estádio Moses Mabhida, Durban, África do Sul (2009)
- Estádio da Cidade do Cabo, África do Sul (2009)
- Estádio Nelson Mandela Bay, Porto Elizabeth, África do Sul (2009)
- reforma do Estádio Jawaharlal Nehru, Déli, Índia (2009)
- Estádio Olímpico de Kiev, Ucrânia (2011)
- Estádio Nacional de Varsóvia, Polônia (2011)
- Baku Crystal Hall, Azerbaijão (2012)
- reforma do Estádio Mineirão, Belo Horizonte, Brasil (2012)
- reconstrução do Estádio Nacional de Brasília Mané Garrincha, Brasil (2013)
- Arena Amazônia, Manaus, Brasil (2014)
- Aeroporto de Berlim-Brandemburgo Willy Brandt, Alemanha (em construção)